# 安道琳

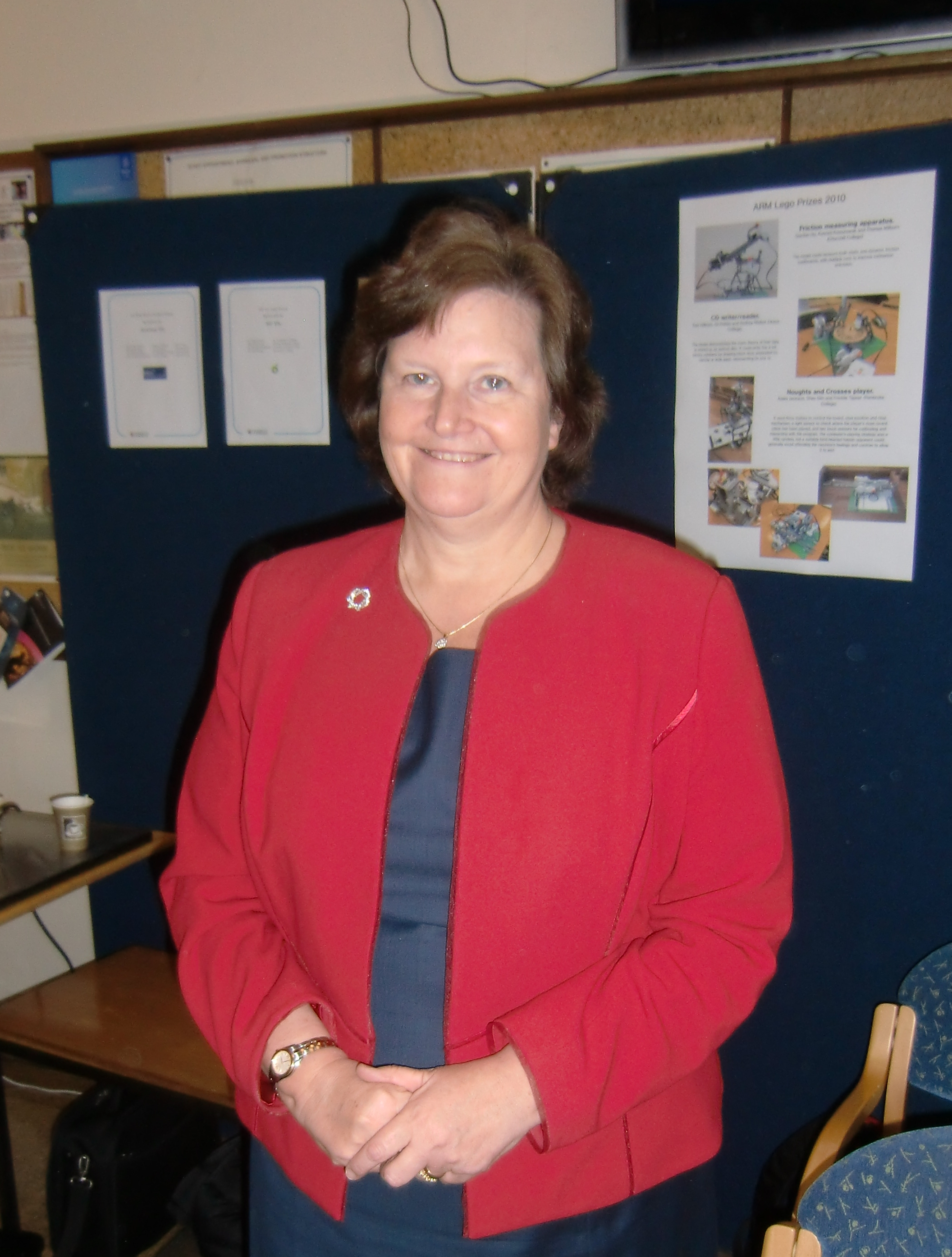
摄于2011年

安道琳女爵士，OM DBE FRS FREng（1952年7月15日—），英国机械工程专家、皇家工程院院长，主要从事气动声学、燃烧学等领域的研究。

## 生平
安道琳毕业于剑桥大学，1978获博士学位。此后她留校任教。2009年至2014年间，曾出任剑桥大学工程系主任。2014年她当选为皇家工程院院长，成为了皇家工程院历史上首位女性院长。
安道琳于1997年当选皇家工程院院士，2003年当选皇家学会会士。此外，她还是法国科学院外籍院士（2002年）、美国国家工程院外籍院士（2008年）、欧洲科学院院士（2009年）、美国航空航天学会会士（2011年）、中国工程院外籍院士（2017年）等。
她于2002年获颁CBE勋衔，2007年又获颁DBE勋衔。2016年，她被授予功绩勋章。